# Scotopteryx roesleri
Scotopteryx roesleri är en fjärilsart som beskrevs av András Vojnits 1973. Scotopteryx roesleri ingår i släktet backmätare, och familjen mätare. Inga underarter finns listade.